# Parkia pendula
Parkia pendula là một loài thực vật có hoa trong họ Đậu. Loài này được (Willd.) Walp. miêu tả khoa học đầu tiên.

## Hình ảnh

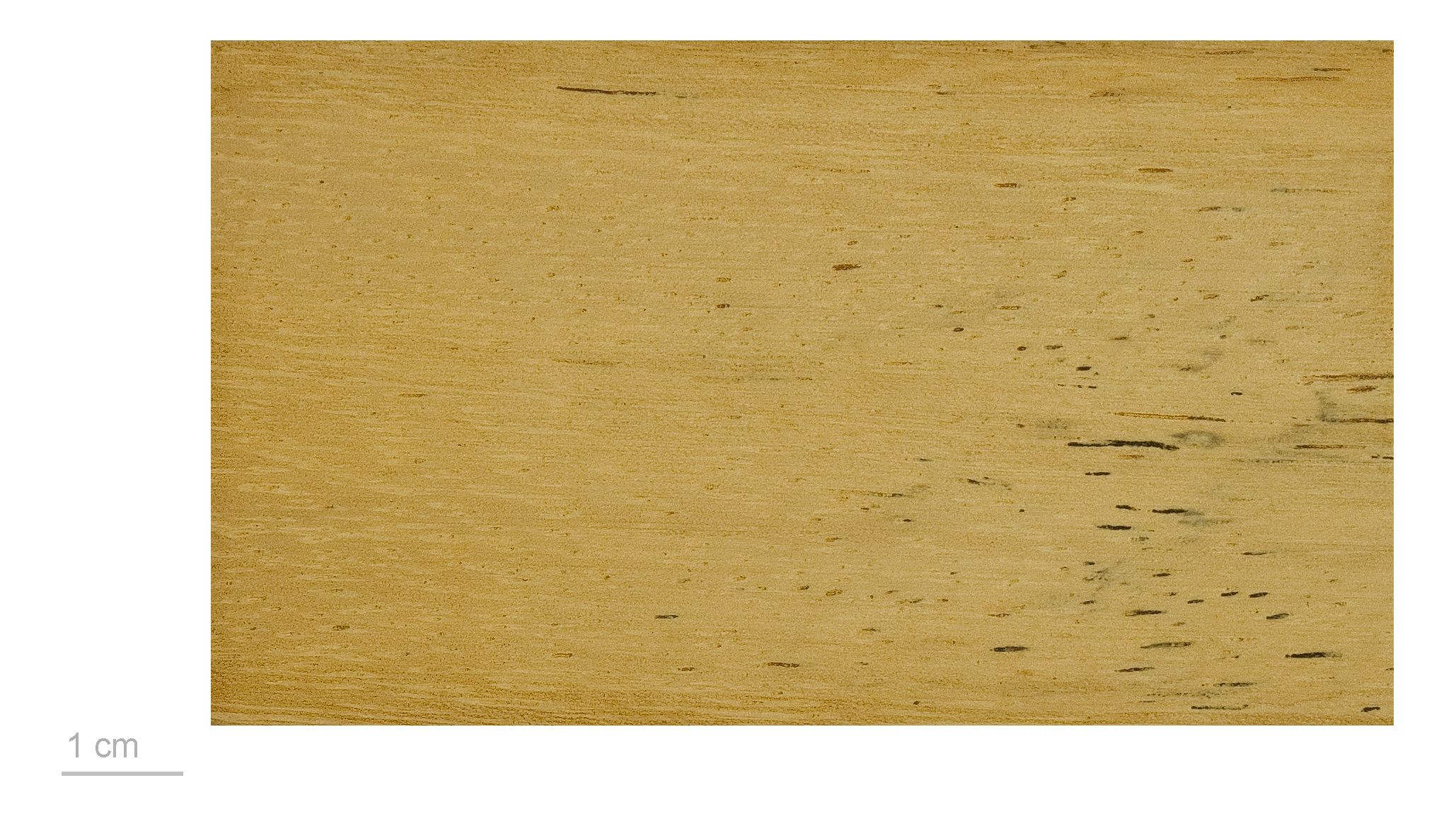